# Boline

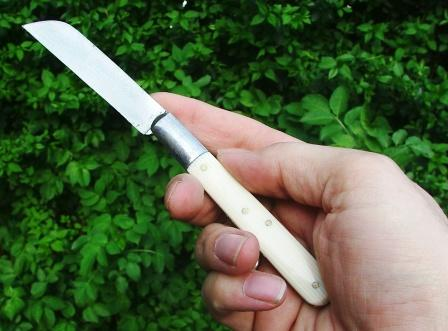
Een versie van de Boline, in dit geval een uitklapmes met een stalen lemmet en een handvat van bot.

Boline is de naam die gegeven wordt aan een mes dat door sommige beoefenaars van rituele magie gebruikt wordt. In tegenstelling tot de athame die in de meeste tradities niet wordt gebruikt bij het snijden voor niet-magische doeleinden wordt de boline wel gebruikt voor het versnijden van materialen als koord, kruiden enz.
Het bestaat uit een klein recht of gebogen lemmet met een handvat dat traditioneel wit van kleur is.
Tradities verschillen in mening of de boline wel écht gebruikt kan worden als een magisch gereedschap of dat het een gewoon huishoudartikel is. In sommige tradities is het ook wel bekend onder de naam van Kerfan in sommige tradities wordt die naam gegeven aan de heilige dolk van de Sikh religie.
In de "huis-tuin-en-keuken-wicca" wordt het gebruik van magisch gereedschap voor alledaagse doeleinden zoals koken actief aangemoedigd, daardoor is er weinig tot geen behoefte aan een boline als een apart magisch werktuig naast de athame.